# Innamorata (film)
 Innamorata  è un film del 1995 diretto da Ninì Grassia. È una commedia erotica, vietata ai minori di 18 anni, il cui regista è anche produttore, sceneggiatore e compositore delle musiche.
Titoli alternativi:  Malù Innamorata  e The Surrogate.

## Trama
In una villa vivono Carlo Belleri con Marisa e il fratello Nino, che si rapporta con difficoltà all'altro sesso e così Marisa escogita un piano da attuare con la complicità della bella nipotina Giusy, che tenta di sedurre con difficoltà Nino. Chiedono aiuto al giardiniere Marco e a una turista accampatasi con amici nella spiaggia della villa. Una girandola d'incontri tra tutti gli ospiti della villa risolve la questione.

## Produzione
È l'ultimo film di Ninì Grassia ad essere girato a Rimini. Inoltre è il sesto dei sette film (tra regia e produzione) in cui Ninì Grassia è accreditato come Anthony Grey. È l'ultimo degli otto film girati con il regista per Saverio Vallone, l'ultimo dei sei film per Cristina Barsacchi e per Antonio Zequila è il quarto degli otto film con il regista.

## Trilogia
Sono tre i film erotici interpretati, tra il 1993 e il 1995, da Ramba, con il nome di Malù, insieme a Ninì Grassia. Innamorata rappresenta l'ultima pellicola della serie, formata anche da Gatta alla pari (1993) e da Un grande amore (1994).
L'attrice stava abbandonando il mondo del cinema e queste interpretazioni rientrano tra le ultime cinque pellicole della sua carriera.